# Ternove, Kazanka
Ternove (în ucraineană Тернове) este un sat în comuna Mîkolo-Hulak din raionul Kazanka, regiunea Mîkolaiiv, Ucraina.

## Demografie
Componența lingvistică a localității Ternove
     Ucraineană (92,54%)
     Rusă (5,97%)
Conform recensământului din 2001, majoritatea populației localității Ternove era vorbitoare de ucraineană (92,54%), existând în minoritate și vorbitori de rusă (5,97%) și găgăuză (1,49%).